# Broken Silence (Musikvertrieb)

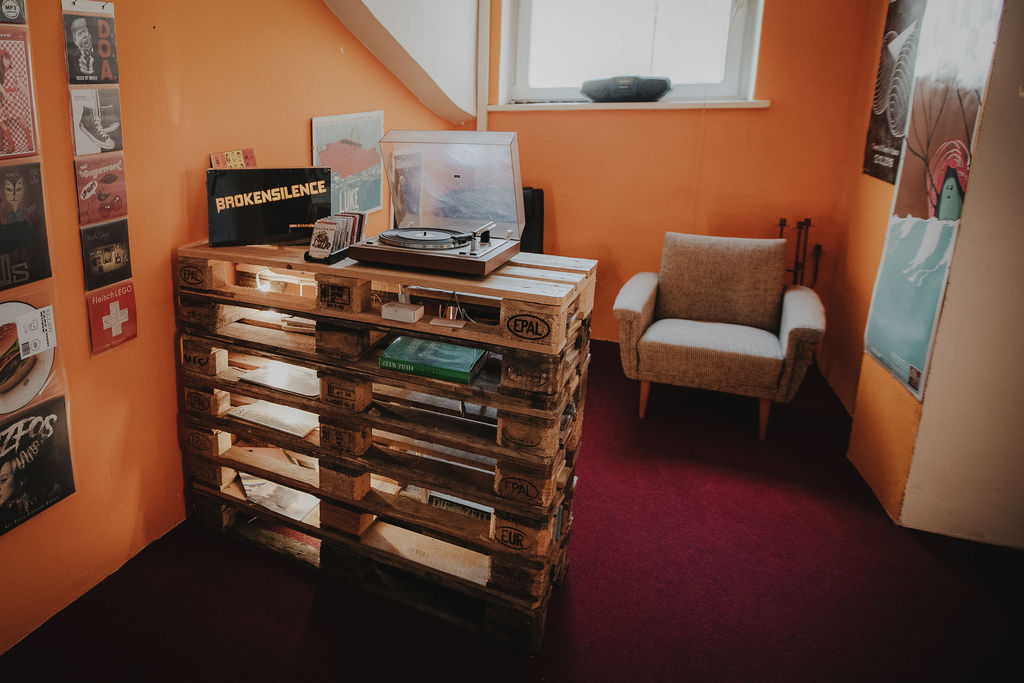
Eingangsbereich Broken Silence

Broken Silence (Eigenschreibweise BROKEN SILENCE Independent Distribution GmbH) ist ein unabhängiger Musikvertrieb mit Sitz in Hamburg. Das Unternehmen übernimmt den Vertrieb in sowohl Digitalen Medien als auch in den physischen Formaten Schallplatte, CD und DVD im Independent-Bereich.

## Geschichte
Broken Silence wurde 2004 von Holger Fleder und Stefan Vogelmann gegründet. Beide hatten vorher leitende Stellungen beim Independent-Vertrieb Energie für Alle (EFA) inne. Begonnen mit vier Mitarbeitern, beschäftigt das Unternehmen im Jahre 2022 16 feste Angestellte und fungiert zudem als Ausbildungsbetrieb für Kaufleute für audiovisuelle Medien. Im April 2024 wurde der langjährige Verkaufsleiter Michael Spormann verabschiedet und die strategische Ausrichtung des ursprünglich vor allem physisch geprägten Verkaufs mithilfe von Ben Sorgenfrei in der neu geschaffenen Stelle Head of Sales & Marketing grundlegend verändert. Der Katalog des Hamburger Musikvertriebs umfasst Veröffentlichungen von über 300 unabhängigen Musiklabels aus unterschiedlichen Genres, wobei Schwerpunkte in den Bereichen Indie, Punk, New Wave, Jazz, Rock ’n’ Roll, Weltmusik, Ska & Reggae sowie Kabarett gesetzt werden.
Broken Silence übernimmt in Kooperation mit den Digitalvertrieben Believe und The Orchard auch die weltweite digitale Distribution für die Labels. Über diverse Partner für den physischen Vertrieb agiert man außerhalb von Deutschland in Europa und auf dem US-amerikanischen sowie japanischen Markt. Angeschlossen an den Vertrieb betreibt Broken Silence den zugehörigen Online-Mailorder Original Product sowie ein eigenes Vertriebslabel namens Broken Silence Records, welches ausgewählte Veröffentlichungen herausbringt; so zum Beispiel die der Band Keine Zähne Im Maul Aber La Paloma Pfeifen.

### Mosaik Music Promotion
Im Jahr 2021 gründete das Unternehmen die unabhängige Promotion-Agentur Mosaik Music Promotion unter Leitung von Ben Sorgenfrei. Der Promotion-Service, den Broken Silence bereits seit 2004 offeriert, umfasst neben der Print-, Airplay- und Online-Promotion per EPK auch die CD- und Vinyl-Bemusterung sowie Social Media Marketing.
Als erstes Thema wurde das im Sommer 2021 erschienene Helge-Schneider-Album „Die Reaktion – The Last Jazz Vol. II“ veröffentlicht.

## Vertrieb (Auszug)
Zu den vertriebenen Labels gehören unter anderen:
- 36music (u. a. Kraan, Hattler)
- Anteprima (u. a. Manu Katché, Éric Legnini)
- Audiolith (u. a. Pöbel MC, Waving the Guns, Neonschwarz)
- Bakraufarfita Records (u. a. The Toten Crackhuren Im Kofferraum, 100 Kilo Herz)
- Cadiz Music (u. a. Killing Joke, Cockney Rejects, The Sisterhood)
- Cavalier Recordings (u. a. Julian Sas)
- Clouds Hill (u. a. Kadavar, The Mars Volta, Omar Rodriguez-López, Wolf Biermann)
- Destiny Records (u. a. Die Skeptiker, Acht Eimer Hühnerherzen, Terrorgruppe)
- Gunner Records (u. a. Mobina Galore, Red City Radio)
- HÜA Music (u. a. Die Feisten)
- Jazzline (u. a. Andrea Motis, Simon Oslender, Kurt Edelhagen)
- Kick The Flame (u. a. Sarah Lesch, No King. No Crown)
- Kleingeldprinzessin Records (Dota (Band))
- Label Bleu (u. a. Henri Texier, Edward Perraud, Roberto Negro)
- Légère Recordings (u. a. Shawn Lee, Young Gun Silver Fox, Myles Sanko)
- Leopard (u. a. Steve Gadd, Mark Lettieri, Alma Naidu)
- Listenrecords (u. a. A Tale Of Golden Keys, CATT, Darjeeling)
- Major Label (u. a. Fliehende Stürme, EA80, AG. Geige, Die Art, FDIO)
- Millaphon Records (u. a. Dreiviertelblut, Ringlstetter)
- Misitunes (Knarf Rellöm Trinity, Erobique, Hamburg Spinners)
- Mr. Mellows Music (The Chesterfields)
- Nordic Notes (u. a. Eläkeläiset, Svavar Knutur, Piirpauke)
- Reptiphon (u. a. Manfred Maurenbrecher, Sebastian Krämer, André Herzberg)
- Pronoize (u. a. Noisuf-X, X-Rx, Chainreactor)
- Railroad Tracks (u. a. Helge Schneider)
- Rhythm Bomb Records (u. a. B. B. & The Blues Shacks, The Kokomo Kings)
- Sireena Records (u. a. Omega, Pee Wee Bluesgang)
- Switchstance Recordings (u. a. Ancient Astronauts, Kabanjak)
- Three Saints Records (u. a. Herbert Pixner)
- Versöhnungsrecords (Rainald Grebe)